# (139) Жуйхуа
(139) Жуйхуа (лат. Juewa, кит. 瑞華) — очень крупный и тёмный астероид из группы главного пояса, который, предположительно, состоит из углеродных соединений, и относится к астероидам спектрального класса X. Он был обнаружен 10 октября 1874 года канадо-американским астрономом Джеймсом Уотсоном в Пекине, куда астроном прибыл с целью наблюдения прохождения Венеры по диску Солнца 9 декабря 1874 года. Это первый астероид, открытый в Китае.

Орбита астероида Жуйхуа и его положение в Солнечной системе
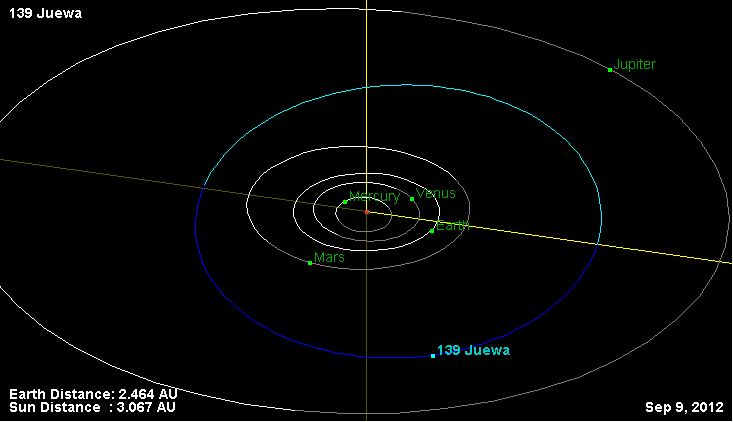
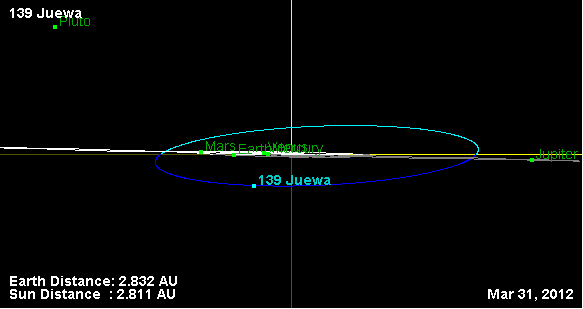

Уотсон обратился к князю Гуну, регенту Империи, с предложением дать имя открытому Уотсоном астероиду, и через некоторое время высокопоставленный китайский чиновник передал предложенное название: 瑞華; это название, согласно действовавшим тогда правилам транскрипции, писалось на латинице как Juewa (согласно нынешним — Ruìhuá). Полное же имя 瑞華星 (Ruìhuá Xīng) переводится как «Звезда счастья Китая».